# Zimbabwes fotbollsförbund
Zimbabwes fotbollsförbund, officiellt Zimbabwe Football Association, är ett specialidrottsförbund som organiserar fotbollen i Zimbabwe.
Förbundet grundades 1965 och gick med i Caf 1980. De anslöt sig till Fifa år 1965. Zimbabwes fotbollsförbund har sitt huvudkontor i staden Harare.